# Beautiful to Me
Beautiful to Me è un brano del cantautore inglese Olly Murs. È stato pubblicato come download digitale il 28 maggio 2015 con l'etichette discografiche Epic Records e Syco come quarto singolo del suo album in studio, Never Been Better (2014).

## Video musicale
Il 27 maggio 2015 è stato pubblicato su YouTube il video musicale ed ha una durata complessiva di quattro minuti e due secondi. A causa degli impegni del tour, Murs non ha potuto essere presente nel video ed è riuscito solo a fare un piccolo cameo.
Nel video si vede un ragazzo e una ragazza seduti fuori dall'ufficio e sorridono l'un l'altro prima che la porta del preside si apra. La scena successiva vede i due seduti l'uno accanto all'altro su una panchina durante un ballo scolastico, dove il ragazzo viene avvicinato da un'altra ragazza per essere il suo compagno di ballo. Il ragazzo è riluttante a farlo, ma è convinto dalla suo amica a ballare con l'altra ragazza. Successivamente ldopo alvuni anni, quando la ragazza è in un club in attesa di qualcuno mentre Murs canta in sottofondo, la ragazza va a far per visita al ragazzo. Mentre il ragazzo prepara il tè, la ragazza riceve una telefonata (presumibilmente dalla persona che stava aspettando nel club) e se va dopo aver salutato il ragazzo.
La ragazza viene poi vista in un negozio di articoli matrimoniali e guarda il suo abito da sposa. Nel frattempo, il ragazzo è a casa a guardare un invito al matrimonio della ragazza e inizia a ripensare ai loro primi giorni, strappa l'invito ed esce di casa, nell'uscire il ragazzo vede di fronte a lui, la ragazza che indossa l'abito da sposa e gli sorride.

## Tracce

### Download digitale
1. Beautiful to Me – 4:05

#### Remix[2]
1. Beautiful to Me (JRMX Edit) – 3:33
2. Beautiful to Me (JRMX Club) – 5:26

## Classifica

### Classifica settimanale
| Classifica (2015)                     |    |
| ------------------------------------- | -- |
| Regno Unito (Official Charts Company) | 93 |